# Międzybórz (gmina)
Międzybórz est une gmina mixte du powiat de Oleśnica, Basse-Silésie, dans le sud-ouest de la Pologne. Son siège est la ville de Międzybórz, qui se situe environ 30 km au nord-est d'Oleśnica, et 54 km au nord-est de la capitale régionale Wrocław.
La gmina couvre une superficie de 88,62 km2 pour une population de 5 016 habitants.

## Géographie
La gmina est bordée par les gminy de Kobylin-Borzymy, Kołaki Kościelne, Kulesze Kościelne, Łomża, Wizna, Zambrów et Zawady.